# Fuerza Aérea de Sudán
La Fuerza Aérea de Sudán (en árabe: القوّات الجوّيّة السودانيّة‎, romanizado: Al-Quwwat al-Jawwiya As-Sudaniya) es el brazo aéreo de las Fuerzas Armadas de la República de Sudán.

## Historia
La Fuerza Aérea de Sudán se fundó inmediatamente después de que Sudán obtuviera la independencia del Reino Unido en 1956. Los británicos ayudaron en el establecimiento de la Fuerza Aérea, proporcionando equipo y entrenamiento. En 1961 se entregaron cuatro nuevos Hunting Provost T Mk 51 para entrenamiento a reacción. En 1958, el ala de transporte de la Fuerza Aérea de Sudán adquirió su primer avión, un único Hunting President. En 1960, la Fuerza Aérea de Sudán recibió cuatro Provosts de la RAF reacondicionados adicionales y dos Hunting Presidents más. También en 1960, la capacidad del ala de transporte se incrementó con la adición de dos Pembroke C Mk 54. La Fuerza Aérea obtuvo su primer avión de combate cuando se entregaron doce Jet Provost con capacidad de apoyo aéreo cercano en 1962. En la década de 1960, la Unión Soviética y China comenzaron a suministrar aviones a la Fuerza Aérea de Sudán. Esto incluyó el suministro de cazas Shenyang F-5 (variantes F-5/FT-5).

## Aeronaves
La fuerza aérea vuela con una combinación de aviones de transporte, aviones de combate y helicópteros provenientes de lugares como la Unión Europea, Rusia, China y los Estados Unidos. Sin embargo, no todas las aeronaves están en condiciones de pleno funcionamiento y la disponibilidad de piezas de repuesto es limitada. En 1991, las dos principales bases aéreas estaban en la capital Jartum y Wadi Sayyidna cerca de Omdurmán.
El 4 de abril de 2001, un avión sudanés Antonov An-24 se estrelló en el campo petrolífero de Adar (Adar Yeil, Adar Yale), Sudán. Entre los quince muertos se encontraban un general, siete tenientes generales, tres brigadieres, un coronel, un teniente coronel y un cabo.
Sudán también ha llegado a un acuerdo exitoso para comprar dos lotes diferentes de doce aviones de combate rusos MiG-29 cada uno. Hay veintitrés MiG-29 en servicio activo a finales de 2008. Sin embargo, el movimiento rebelde Justicia e Igualdad afirmó haber derribado un MiG-29 con ametralladoras de gran calibre el 10 de mayo de 2008, matando al piloto del avión, un piloto de caza retirado de la Fuerza Aérea Rusa; el gobierno sudanés negó la acusación. Sudán del Sur también afirmó haber derribado un MiG-29 sudanés durante el conflicto fronterizo entre ambos países de 2012.
Durante mayo, junio y agosto de 2011, los miembros del Panel de Expertos de la ONU sobre el Sudán documentaron la siguiente aeronave en Darfur, lo que podría indicar violaciones de la Resolución 1556 del Consejo de Seguridad de las Naciones Unidas: «Carta fechada el 24 de enero de 2011 de exmiembros del Panel de Expertos sobre el Sudán establecidos en virtud de la Resolución 1591 (2005) y renovados en virtud de la Resolución 1945 (2010) dirigidos al Presidente del Comité del Consejo de Seguridad establecido en virtud de la Resolución 1591 (2005) relativa al Sudán, página 30»
- Cinco aviones de ataque a tierra Sukhoi Su-25 (números de cola 201, 204, 205, 207, 212)
- Tres helicópteros de transporte Mi-17 (números de cola 525, 540, 543)
- Nueve helicópteros de ataque Mi-24 (números de cola 928, 937, 938, 939, 942, 943, 947, 948; estacionados en El Fasher y Nyala, y un Mi-24 adicional que se estrelló cerca de El Fasher el 18 de abril de 2011). Imágenes de satélite también indica que un total de otros cinco helicópteros de ataque estuvieron presentes en Kutum, N Darfur, en abril de 2011, y en El Geneima en febrero de 2011, pero los miembros del panel no han determinado si se introdujeron desde fuera de Darfur además de los enumerados anteriormente, o trasladados desde dentro de Darfur.

En agosto de 2013, las imágenes mostraban Su-24 con colores sudaneses, informando que el avión se encontraba entre los Su-24 de la ex Fuerza Aérea de Bielorrusia retirados en 2012. Varios informes han dicho que la fuerza aérea utiliza drones iraníes como el Ghods Ababil.

## Inventario actual (2023)

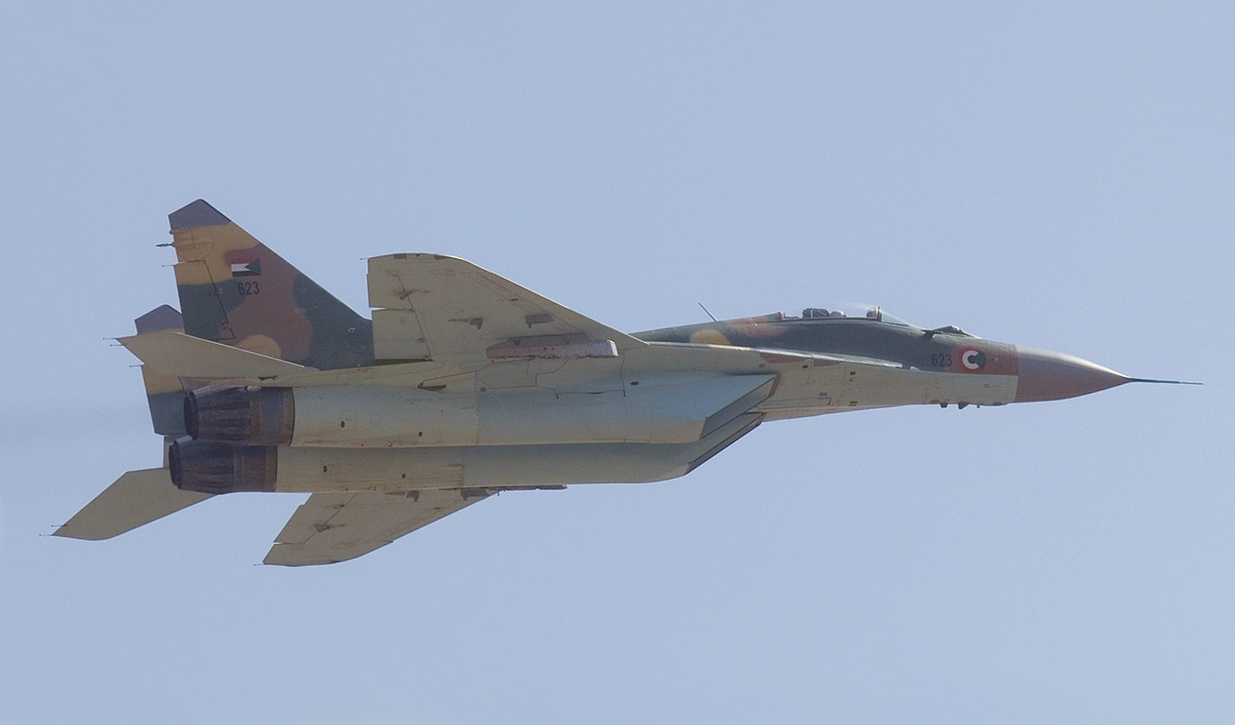
Un MiG-29 de la Fuerza Aérea de Sudán

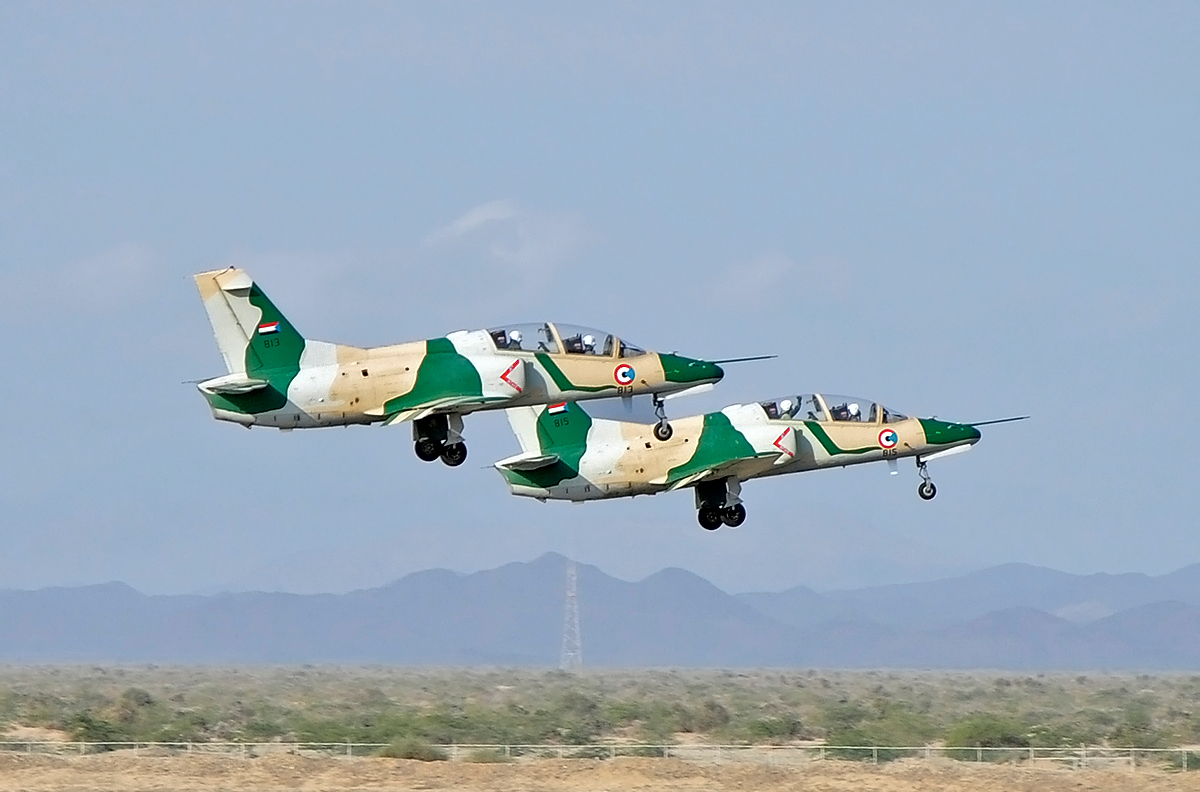
Un K-8 de la Fuerza Aérea de Sudán despegando del aeropuerto de Port Sudan.

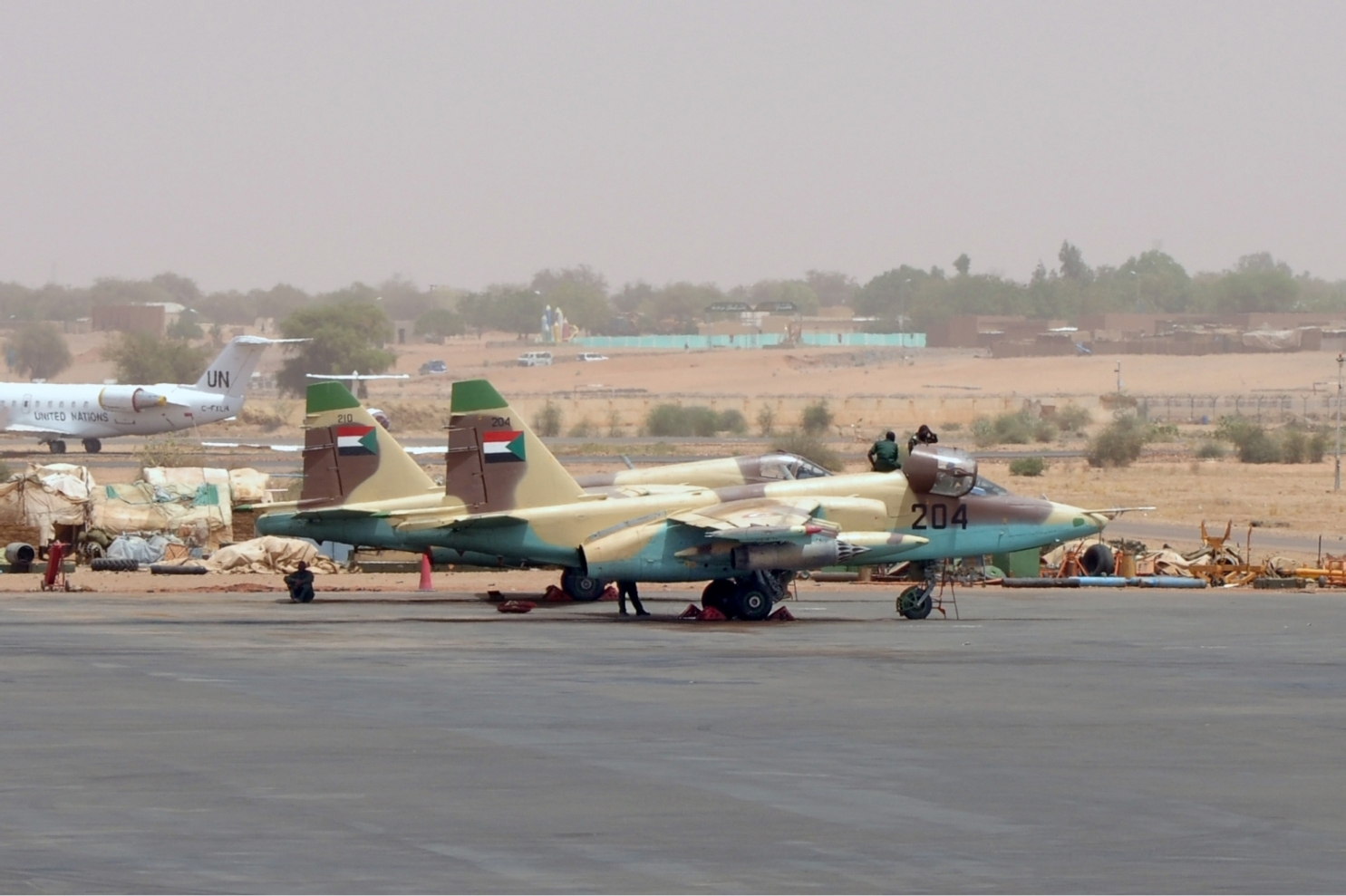
Varios Sukhoi Su-25 sudaneses

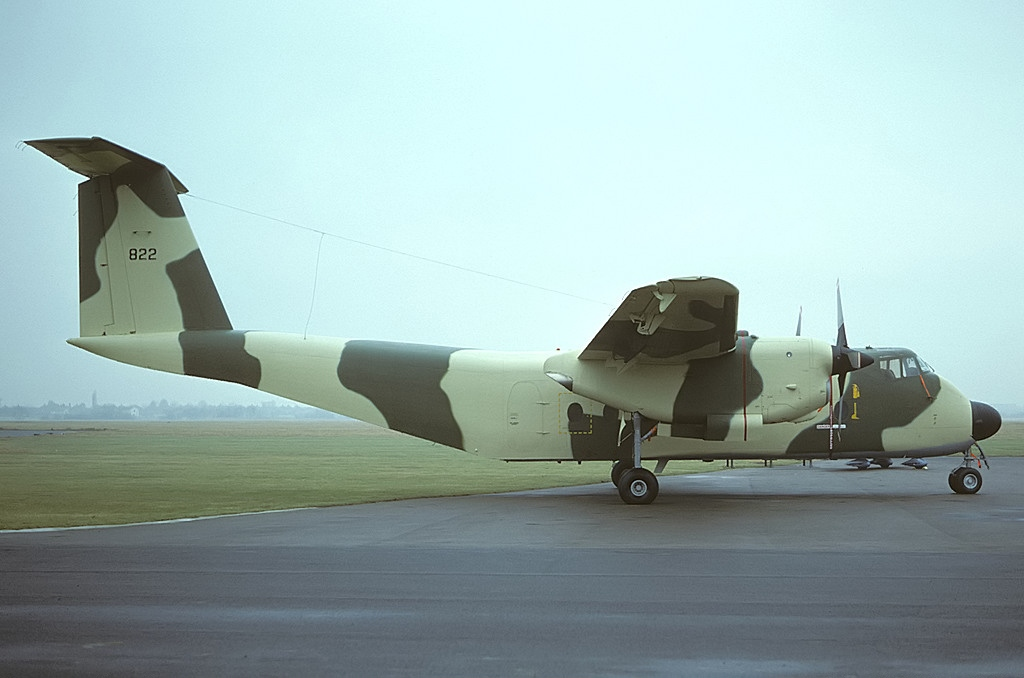
Un De Havilland Canada DHC-5D Buffalo de Sudán

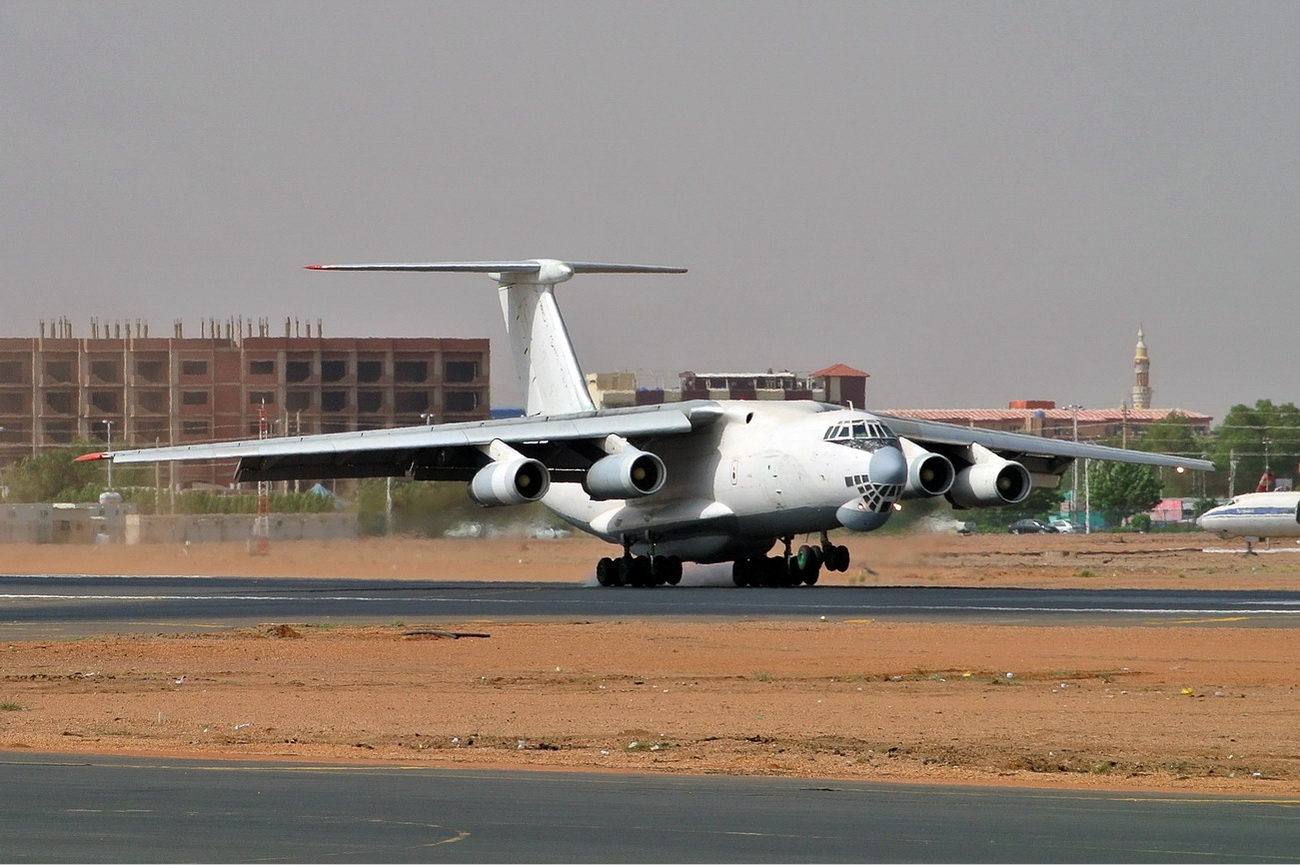
El único Ilyushin Il-76 con el que cuenta la Fuerza Aérea sudanesa

| Aeronaves              | Origen             | Tipo               | Variante           | En servicio        | Notas                                                                    |
| Aviones de combate     | Aviones de combate | Aviones de combate | Aviones de combate | Aviones de combate | Aviones de combate                                                       |
| ---------------------- | ------------------ | ------------------ | ------------------ | ------------------ | ------------------------------------------------------------------------ |
| Nanchang Q-5           | China              | Ataque             | A-5                | 20                 |                                                                          |
| Shenyang J-6           | China              | Caza               | F-6                | 8                  |                                                                          |
| Chengdu J-7            | China              | Caza               | F-7                | 20                 |                                                                          |
| MiG-21                 | Unión Soviética    | Caza               | MiG-21             | 4                  |                                                                          |
| MiG-23                 | Unión Soviética    | Caza               | MiG-23             | 3                  |                                                                          |
| MiG-29                 | Unión Soviética    | Polivalente        | MiG-29             | 10                 | 1 destruido en la tercera guerra civil sudanesa                          |
| Sukhoi Su-24           | Unión Soviética    | Ataque             | Su-24              | 3                  | Entregado desde Bielorrusia a partir de 2013.                            |
| Sukhoi Su-25           | Unión Soviética    | Ataque             | Su-25              | 14                 | 4 destruidos en la tercera guerra civil sudanesa                         |
| Transporte             |                    |                    |                    |                    |                                                                          |
| Antonov An-12          | Unión Soviética    | Transporte         | An-12              | 10                 | 4 destruidos en la tercera guerra civil sudanesa                         |
| Antonov An-26          | Unión Soviética    | transporte         | An-26              | 4                  | 4 perdidos (3 destruidos, 1 dañado) en la tercera guerra civil sudanesa  |
| Antonov An-30          | Unión Soviética    | Transporte         | An-30/32           | 8                  | 4 perdidos (3 destruidos, 1 dañado) en la tercera guerra civil sudanesa  |
| C-130 Hercules         | Estados Unidos     | Transporte         | C-130H             | 1                  |                                                                          |
| DHC-5 Buffalo          | Canadá             | Transporte         | DHC-5              | 1                  |                                                                          |
| Ilyushin Il-76         | Unión Soviética    | Transporte pesado  | Il-76              | 1                  |                                                                          |
| Helicópteros           |                    |                    |                    |                    |                                                                          |
| Bell 205               | Estados Unidos     | Utilitario         | Bell 205           | 2                  |                                                                          |
| Bell 212               | Estados Unidos     | Utilitario         | Bell 212           | 3                  |                                                                          |
| Mil Mi-8               | Unión Soviética    | Utilitario         | Mi-8/17/171        | 24                 | 8 perdidos (6 destruidos, 2 dañados) en la tercera guerra civil sudanesa |
| Mil Mi-24              | Rusia              | Ataque             | Mi-24/35           | 43                 | 8 perdidos (6 destruidos, 2 dañados) en la tercera guerra civil sudanesa |
| Avión de entrenamiento |                    |                    |                    |                    |                                                                          |
| Guizhou JL-9           | China              | Entrenamiento      | FTC-2000           | 6                  | 4 perdidos (3 destruidos,1 dañado) en la tercera guerra civil sudanesa   |
| Hongdu JL-8            | China              | Entrenamiento      | K-8                | 5                  |                                                                          |
| MiG-29                 | Unión Soviética    | Entrenamiento      | MiG-29             | 2                  | 2 Mig-29UB modelos de entrenamiento, números de cola (606 & 604)         |

### Retirados
Algunas de las aeronaves más notables que operaba la Fuerza Aérea de Sudán fueron el BAC Jet Provost, Douglas C-47, MBB Bo 105, y el helicóptero Agusta-Bell 212.

## Armamento

### Misiles
| Misiles           | Origen            | Tipo                             | Variante          | En servicio       | Notas             |                   |
| Misiles aire-aire | Misiles aire-aire | Misiles aire-aire                | Misiles aire-aire | Misiles aire-aire | Misiles aire-aire | Misiles aire-aire |
| ----------------- | ----------------- | -------------------------------- | ----------------- | ----------------- | ----------------- | ----------------- |
| R-77              | Rusia             | Misil BVR aire-aire              | R-77              | N/A               |                   |                   |
| R-73              | Rusia             | Misil aire-aire de corto alcance | R-73              | N/A               |                   |                   |
| R-27              | Rusia             | Misil BVR aire-aire              | R-27              | N/A               |                   |                   |
| K-13              | Rusia             | Misil aire-aire de corto alcance | K-13              | N/A               |                   |                   |
| PL-8              | China             | Misil aire-aire de corto alcance | PL-8              | 40                |                   |                   |

### Defensa aérea
| Arma           | Origen          | Tipo                                         | Variante | En servicio    | Notas                                                |
| -------------- | --------------- | -------------------------------------------- | -------- | -------------- | ---------------------------------------------------- |
| ZPU-4          | Unión Soviética | sistema antiaéreo remolcado                  | ZPU      | +3200          | ZPU/1/2/4/23                                         |
| AZP S-60       | Unión Soviética | Autocannon                                   | S-60     | +100           | Tanto las versiones S-60 como Type 59                |
| KS-19          | Unión Soviética | Cañón antiaéreo                              | KS-19    | +40            | Desconocido su operabilidad                          |
| M163 VADS      | Estados Unidos  | Cañón antiaéreo autopropulsado               | M163     | +8             |                                                      |
| 9K32 Strela-2  | Unión Soviética | Lanzador de misiles tierra-aire portátil     | SA-7     | +400           |                                                      |
| FN-6           | China           | Lanzador de misiles tierra-aire portátil Man | FN-6     | +200           |                                                      |
| FIM-43 Redeye  | Estados Unidos  | Misil tierra-aire portátil                   | FIM-43   | +125           |                                                      |
| QW-18          | China           | Lanzador de misiles tierra-aire portátil Man | QW-2     | +200           | Sudán opera el QW-1/2                                |
| SA-2 Guideline | Unión Soviética | Sistema SAM Estratégico                      | SA-2     | +90 Lanzadores | Sudán ha operado el S-75 y el HQ-2 chino desde 1970. |
| 9K33 OSA       | Unión Soviética | Sistema SAM                                  | SA-8     | Desconocido    |                                                      |
| HQ-64          | China           | Sistema SAM                                  | HQ-6     | Desconocido    |                                                      |
| HQ-16          | China           | Misil tierra-aire                            | HQ-16    | Desconocido    |                                                      |